# Таймі Адольф Петрович
Адольф Петрович Таймі (Вастен) (3 жовтня 1881, місто Санкт-Петербург, тепер Російська Федерація — 1 листопада 1955, місто Петрозаводськ, тепер Карелія, Російська Федерація) — радянський державний діяч, фінський революціонер, заступник голови Ради народних комісарів Карело-Фінської РСР, голова Верховної ради Карело-Фінської РСР. Депутат Верховної ради Карело-Фінської РСР. Депутат Верховної ради СРСР 1—4-го скликань (в 1940—1955 роках).

## Життєпис
Народився в родині робітника Петера Вастена. У 1896 році закінчив школу в Санкт-Петербурзі. З 1896 року працював учнем розмітника, слюсарем.
Член РСДРП(б) з 1902 року. Утримував конспіративну квартиру, брав участь у російській революції 1905—1907 років. У 1906 році змінив прізвище на Таймі.
З 1910 по 1912 рік навчався на Вищих технічних вечірніх курсах у місті Гельсінгфорсі (Гельсінкі).
Зазнав арештів, був засланий до Туруханського краю. У 1915 році звільнений із заслання.
З 1917 року — пропагандист Виборзького районного комітету РСДРП(б).
Брав участь у громадянській війні у Фінляндії на боці червоних, був одним із керівників Червоної гвардії у Гельсінгфорсі. З 28 січня по 26 квітня 1918 року — уповноважений із внутрішніх справ Ради народних уповноважених Фінляндської Робітничої Соціалістичної Республіки. З 1918 року — на еміграції в Радянській Росії (РРФСР).
З травня 1919 року — верховний комісар продовольчих поїздів, комісар штабу Петроградського укріпленого району, член Революційного трибуналу Петроградського військового округа.
З 1921 по 1923 рік — на підпільній партійній роботі в Фінляндії: член ЦК КП Фінляндії та Політбюро ЦК КП Фінляндії. Потім переїхав до СРСР.
У 1924—1925 роках — заступник начальника комерційного відділу тресту «Південьсталь» у місті Харкові.
З 1927 по 1928 рік — на підпільній партійній роботі в Фінляндії. Заарештований фінською владою, засуджений до 15 років ув'язнення. У травні 1940 року звільнений з в'язниці і переданий СРСР.
У 1940 — 15 квітня 1947 року — заступник голови Ради народних комісарів (з 1946 року — Ради міністрів) Карело-Фінської РСР.
15 квітня 1947 — 12 квітня 1955 року — голова Верховної ради Карело-Фінської РСР.
У 1947—1951 роках — заступник завідувача історичної секції Науково-дослідного інституту культури Карело-Фінської РСР.
2 лютого 1950 — 1 листопада 1955 року — молодший науковий співробітник Інституту історії партії при ЦК КП(б) Карело-Фінської РСР — філії інституту Маркса-Енгельса-Леніна в місті Петрозаводську.
Помер 1 листопада 1955 року в місті Петрозаводську. Похований на Сулажгорському меморіальному цвинтарі Петрозаводська.

## Нагороди
- два ордени Леніна (4.10.1951,)
- медаль «За доблесну працю у Великій Вітчизняній війні 1941—1945 рр.»
- медалі